# FIA-Langstrecken-Weltmeisterschaft 2025

Das Logo der Rennserie

Die FIA-Langstrecken-Weltmeisterschaft 2025 (offiziell 2025 FIA World Endurance Championship) ist die 13.  Saison der FIA-Langstrecken-Weltmeisterschaft (WEC). Der Kalender umfasst acht Rennen an denselben Austragungsorten wie im Vorjahr. Die Saison hat am 28. Februar mit dem 1812-km-Rennen von Katar begonnen und soll am 8. November in As-Sachir enden.

## Rennkalender
| Nr. | Datum         | Rennname / Ort                                             | Sieger Hypercar                                       | Sieger LMGT3                                      |
| --- | ------------- | ---------------------------------------------------------- | ----------------------------------------------------- | ------------------------------------------------- |
| 1   | 28. Februar   | 1812-km-Rennen von Katar (Doha)                            | Ferrari AF Corse                                      | TF Sport                                          |
| 1   | 28. Februar   | 1812-km-Rennen von Katar (Doha)                            | Antonio Fuoco Miguel Molina Nicklas Nielsen           | Jonny Edgar Daniel Juncadella Ben Keating         |
| 2   | 20. April     | 6-Stunden-Rennen von Imola (Imola)                         | Ferrari AF Corse                                      | Manthey 1st Phorm                                 |
| 2   | 20. April     | 6-Stunden-Rennen von Imola (Imola)                         | James Calado Antonio Giovinazzi Alessandro Pier Guidi | Ryan Hardwick Richard Lietz Riccardo Pera         |
| 3   | 10. Mai       | 6-Stunden-Rennen von Spa-Francorchamps (Spa-Francorchamps) | Ferrari AF Corse                                      | Vista AF Corse                                    |
| 3   | 10. Mai       | 6-Stunden-Rennen von Spa-Francorchamps (Spa-Francorchamps) | James Calado Antonio Giovinazzi Alessandro Pier Guidi | François Hériau Alessio Rovera Simon Mann         |
| 4   | 14.–15. Juni  | 24-Stunden-Rennen von Le Mans (Le Mans)                    | AF Corse                                              | Manthey 1st Phorm                                 |
| 4   | 14.–15. Juni  | 24-Stunden-Rennen von Le Mans (Le Mans)                    | Philip Hanson Robert Kubica Ye Yifei                  | Ryan Hardwick Richard Lietz Riccardo Pera         |
| 5   | 13. Juli      | 6-Stunden-Rennen von São Paulo (São Paulo)                 | Cadillac Hertz Team Jota                              | Akkodis ASP Team                                  |
| 5   | 13. Juli      | 6-Stunden-Rennen von São Paulo (São Paulo)                 | Alex Lynn Norman Nato Will Stevens                    | José María López Clemens Schmid Răzvan Umbrărescu |
| 6   | 7. September  | 6-Stunden-Rennen von Austin (Austin)                       |                                                       |                                                   |
| 6   | 7. September  | 6-Stunden-Rennen von Austin (Austin)                       |                                                       |                                                   |
| 7   | 28. September | 6-Stunden-Rennen von Fuji (Fuji)                           |                                                       |                                                   |
| 7   | 28. September | 6-Stunden-Rennen von Fuji (Fuji)                           |                                                       |                                                   |
| 8   | 8. November   | 8-Stunden-Rennen von Bahrain (As-Sachir)                   |                                                       |                                                   |
| 8   | 8. November   | 8-Stunden-Rennen von Bahrain (As-Sachir)                   |                                                       |                                                   |

## Fahrer und Teams
Ausgeschrieben werden weiterhin die Hypercar-Klasse für Fahrzeuge nach dem LMH- und LMDh-Reglement sowie die LMGT3-Klasse.
| Legende                                                                | Legende |
| ---------------------------------------------------------------------- | ------- |
| Meldung für die komplette Saison * In allen Wertungen punkteberechtigt |         |
| Gaststarter * In keiner Wertung punkteberechtigt                       |         |

### Hypercar
| Team                      | Fahrzeug                      | Motor                           | Reifen | Nr. | Fahrer                | Rennen |
| ------------------------- | ----------------------------- | ------------------------------- | ------ | --- | --------------------- | ------ |
| Aston Martin THOR Team    | Aston Martin Valkyrie AMR-LMH | Aston Martin-Cosworth 6.5 L V12 | M      | 007 | Harry Tincknell       | 1–3    |
| Aston Martin THOR Team    | Aston Martin Valkyrie AMR-LMH | Aston Martin-Cosworth 6.5 L V12 | M      | 007 | Tom Gamble            | 1–3    |
| Aston Martin THOR Team    | Aston Martin Valkyrie AMR-LMH | Aston Martin-Cosworth 6.5 L V12 | M      | 007 | Ross Gunn             | 1      |
| Aston Martin THOR Team    | Aston Martin Valkyrie AMR-LMH | Aston Martin-Cosworth 6.5 L V12 | M      | 009 | Alex Riberas          | 1–3    |
| Aston Martin THOR Team    | Aston Martin Valkyrie AMR-LMH | Aston Martin-Cosworth 6.5 L V12 | M      | 009 | Marco Sørensen        | 1–3    |
| Aston Martin THOR Team    | Aston Martin Valkyrie AMR-LMH | Aston Martin-Cosworth 6.5 L V12 | M      | 009 | Roman De Angelis      | 1      |
| Porsche Penske Motorsport | Porsche 963                   | Porsche 4.6 L Turbo V8 (Hybrid) | M      | 5   | Julien Andlauer       | 1–3    |
| Porsche Penske Motorsport | Porsche 963                   | Porsche 4.6 L Turbo V8 (Hybrid) | M      | 5   | Michael Christensen   | 1–3    |
| Porsche Penske Motorsport | Porsche 963                   | Porsche 4.6 L Turbo V8 (Hybrid) | M      | 5   | Mathieu Jaminet       | 1–2    |
| Porsche Penske Motorsport | Porsche 963                   | Porsche 4.6 L Turbo V8 (Hybrid) | M      | 5   | Nico Müller           | 3      |
| Porsche Penske Motorsport | Porsche 963                   | Porsche 4.6 L Turbo V8 (Hybrid) | M      | 6   | Kévin Estre           | 1–3    |
| Porsche Penske Motorsport | Porsche 963                   | Porsche 4.6 L Turbo V8 (Hybrid) | M      | 6   | Laurens Vanthoor      | 1–3    |
| Porsche Penske Motorsport | Porsche 963                   | Porsche 4.6 L Turbo V8 (Hybrid) | M      | 6   | Matt Campbell         | 1–2    |
| Porsche Penske Motorsport | Porsche 963                   | Porsche 4.6 L Turbo V8 (Hybrid) | M      | 6   | Pascal Wehrlein       | 3      |
| Toyota Gazoo Racing       | Toyota GR010 Hybrid           | Toyota 3.5 L Turbo V6 (Hybrid)  | M      | 7   | Mike Conway           | 1–3    |
| Toyota Gazoo Racing       | Toyota GR010 Hybrid           | Toyota 3.5 L Turbo V6 (Hybrid)  | M      | 7   | Kamui Kobayashi       | 1–3    |
| Toyota Gazoo Racing       | Toyota GR010 Hybrid           | Toyota 3.5 L Turbo V6 (Hybrid)  | M      | 7   | Nyck de Vries         | 1–3    |
| Toyota Gazoo Racing       | Toyota GR010 Hybrid           | Toyota 3.5 L Turbo V6 (Hybrid)  | M      | 8   | Sébastien Buemi       | 1–3    |
| Toyota Gazoo Racing       | Toyota GR010 Hybrid           | Toyota 3.5 L Turbo V6 (Hybrid)  | M      | 8   | Brendon Hartley       | 1–3    |
| Toyota Gazoo Racing       | Toyota GR010 Hybrid           | Toyota 3.5 L Turbo V6 (Hybrid)  | M      | 8   | Ryō Hirakawa          | 1–3    |
| Cadillac Hertz Team Jota  | Cadillac V-Series.R           | Cadillac 5.5 L V8 (Hybrid)      | M      | 12  | Alex Lynn             | 1–3    |
| Cadillac Hertz Team Jota  | Cadillac V-Series.R           | Cadillac 5.5 L V8 (Hybrid)      | M      | 12  | Norman Nato           | 1–3    |
| Cadillac Hertz Team Jota  | Cadillac V-Series.R           | Cadillac 5.5 L V8 (Hybrid)      | M      | 12  | Will Stevens          | 1–3    |
| Cadillac Hertz Team Jota  | Cadillac V-Series.R           | Cadillac 5.5 L V8 (Hybrid)      | M      | 38  | Earl Bamber           | 1–3    |
| Cadillac Hertz Team Jota  | Cadillac V-Series.R           | Cadillac 5.5 L V8 (Hybrid)      | M      | 38  | Sébastien Bourdais    | 1–3    |
| Cadillac Hertz Team Jota  | Cadillac V-Series.R           | Cadillac 5.5 L V8 (Hybrid)      | M      | 38  | Jenson Button         | 1–3    |
| BMW M Team WRT            | BMW M Hybrid V8               | BMW 4.0 L Turbo V8 (Hybrid)     | M      | 15  | Dries Vanthoor        | 1–2    |
| BMW M Team WRT            | BMW M Hybrid V8               | BMW 4.0 L Turbo V8 (Hybrid)     | M      | 15  | Kevin Magnussen       | 1–3    |
| BMW M Team WRT            | BMW M Hybrid V8               | BMW 4.0 L Turbo V8 (Hybrid)     | M      | 15  | Raffaele Marciello    | 1–3    |
| BMW M Team WRT            | BMW M Hybrid V8               | BMW 4.0 L Turbo V8 (Hybrid)     | M      | 20  | René Rast             | 1–3    |
| BMW M Team WRT            | BMW M Hybrid V8               | BMW 4.0 L Turbo V8 (Hybrid)     | M      | 20  | Robin Frijns          | 1–3    |
| BMW M Team WRT            | BMW M Hybrid V8               | BMW 4.0 L Turbo V8 (Hybrid)     | M      | 20  | Sheldon van der Linde | 1–2    |
| Alpine Endurance Team     | Alpine A424                   | Alpine 3.4 L Turbo V6 (Hybrid)  | M      | 35  | Paul-Loup Chatin      | 1–3    |
| Alpine Endurance Team     | Alpine A424                   | Alpine 3.4 L Turbo V6 (Hybrid)  | M      | 35  | Ferdinand Habsburg    | 1–3    |
| Alpine Endurance Team     | Alpine A424                   | Alpine 3.4 L Turbo V6 (Hybrid)  | M      | 35  | Charles Milesi        | 1–3    |
| Alpine Endurance Team     | Alpine A424                   | Alpine 3.4 L Turbo V6 (Hybrid)  | M      | 36  | Jules Gounon          | 1–3    |
| Alpine Endurance Team     | Alpine A424                   | Alpine 3.4 L Turbo V6 (Hybrid)  | M      | 36  | Frédéric Makowiecki   | 1–3    |
| Alpine Endurance Team     | Alpine A424                   | Alpine 3.4 L Turbo V6 (Hybrid)  | M      | 36  | Mick Schumacher       | 1–3    |
| Ferrari AF Corse          | Ferrari 499P                  | Ferrari 3.0 L Turbo V6 (Hybrid) | M      | 50  | Antonio Fuoco         | 1–3    |
| Ferrari AF Corse          | Ferrari 499P                  | Ferrari 3.0 L Turbo V6 (Hybrid) | M      | 50  | Miguel Molina         | 1–3    |
| Ferrari AF Corse          | Ferrari 499P                  | Ferrari 3.0 L Turbo V6 (Hybrid) | M      | 50  | Nicklas Nielsen       | 1–3    |
| Ferrari AF Corse          | Ferrari 499P                  | Ferrari 3.0 L Turbo V6 (Hybrid) | M      | 51  | James Calado          | 1–3    |
| Ferrari AF Corse          | Ferrari 499P                  | Ferrari 3.0 L Turbo V6 (Hybrid) | M      | 51  | Antonio Giovinazzi    | 1–3    |
| Ferrari AF Corse          | Ferrari 499P                  | Ferrari 3.0 L Turbo V6 (Hybrid) | M      | 51  | Alessandro Pier Guidi | 1–3    |
| AF Corse                  | Ferrari 499P                  | Ferrari 3.0 L Turbo V6 (Hybrid) | M      | 83  | Robert Kubica         | 1–3    |
| AF Corse                  | Ferrari 499P                  | Ferrari 3.0 L Turbo V6 (Hybrid) | M      | 83  | Philip Hanson         | 1–3    |
| AF Corse                  | Ferrari 499P                  | Ferrari 3.0 L Turbo V6 (Hybrid) | M      | 83  | Ye Yifei              | 1–3    |
| Peugeot TotalEnergies     | Peugeot 9X8 2024              | Peugeot 2.6 L Turbo V6 (Hybrid) | M      | 93  | Jean-Éric Vergne      | 1–3    |
| Peugeot TotalEnergies     | Peugeot 9X8 2024              | Peugeot 2.6 L Turbo V6 (Hybrid) | M      | 93  | Paul di Resta         | 1–3    |
| Peugeot TotalEnergies     | Peugeot 9X8 2024              | Peugeot 2.6 L Turbo V6 (Hybrid) | M      | 93  | Mikkel Jensen         | 1–3    |
| Peugeot TotalEnergies     | Peugeot 9X8 2024              | Peugeot 2.6 L Turbo V6 (Hybrid) | M      | 94  | Stoffel Vandoorne     | 1–3    |
| Peugeot TotalEnergies     | Peugeot 9X8 2024              | Peugeot 2.6 L Turbo V6 (Hybrid) | M      | 94  | Malthe Jakobsen       | 1–3    |
| Peugeot TotalEnergies     | Peugeot 9X8 2024              | Peugeot 2.6 L Turbo V6 (Hybrid) | M      | 94  | Loïc Duval            | 1–3    |
| Proton Competition        | Porsche 963                   | Porsche 4.6 L Turbo V8 (Hybrid) | M      | 99  | Neel Jani             | 1–3    |
| Proton Competition        | Porsche 963                   | Porsche 4.6 L Turbo V8 (Hybrid) | M      | 99  | Nico Pino             | 1–3    |
| Proton Competition        | Porsche 963                   | Porsche 4.6 L Turbo V8 (Hybrid) | M      | 99  | Nicolás Varrone       | 1–3    |

### LMGT3
| Team                   | Fahrzeug                         | Motor                       | Reifen | Nr. | Fahrer                 | Rennen |
| ---------------------- | -------------------------------- | --------------------------- | ------ | --- | ---------------------- | ------ |
| Racing Spirit of Leman | Aston Martin Vantage AMR GT3 Evo | Aston Martin 4.0 L Turbo V8 | G      | 10  | Derek DeBoer           | 1–3    |
| Racing Spirit of Leman | Aston Martin Vantage AMR GT3 Evo | Aston Martin 4.0 L Turbo V8 | G      | 10  | Valentin Hasse-Clot    | 1–3    |
| Racing Spirit of Leman | Aston Martin Vantage AMR GT3 Evo | Aston Martin 4.0 L Turbo V8 | G      | 10  | Eduardo Barrichello    | 1–3    |
| Vista AF Corse         | Ferrari 296 GT3                  | Ferrari 3.0 L Turbo V6      | G      | 21  | François Hériau        | 1–3    |
| Vista AF Corse         | Ferrari 296 GT3                  | Ferrari 3.0 L Turbo V6      | G      | 21  | Simon Mann             | 1–3    |
| Vista AF Corse         | Ferrari 296 GT3                  | Ferrari 3.0 L Turbo V6      | G      | 21  | Alessio Rovera         | 1–3    |
| Vista AF Corse         | Ferrari 296 GT3                  | Ferrari 3.0 L Turbo V6      | G      | 54  | Francesco Castellacci  | 1–3    |
| Vista AF Corse         | Ferrari 296 GT3                  | Ferrari 3.0 L Turbo V6      | G      | 54  | Thomas Flohr           | 1–3    |
| Vista AF Corse         | Ferrari 296 GT3                  | Ferrari 3.0 L Turbo V6      | G      | 54  | Davide Rigon           | 1–3    |
| Heart of Racing Team   | Aston Martin Vantage AMR GT3 Evo | Aston Martin 4.0 L Turbo V8 | G      | 27  | Ian James              | 1–3    |
| Heart of Racing Team   | Aston Martin Vantage AMR GT3 Evo | Aston Martin 4.0 L Turbo V8 | G      | 27  | Zacharie Robichon      | 1–3    |
| Heart of Racing Team   | Aston Martin Vantage AMR GT3 Evo | Aston Martin 4.0 L Turbo V8 | G      | 27  | Mattia Drudi           | 1–3    |
| Team WRT               | BMW M4 GT3                       | BMW 3.0 L Turbo I6          | G      | 31  | Augusto Farfus         | 1–3    |
| Team WRT               | BMW M4 GT3                       | BMW 3.0 L Turbo I6          | G      | 31  | ---- Timur Boguslawski | 1–3    |
| Team WRT               | BMW M4 GT3                       | BMW 3.0 L Turbo I6          | G      | 31  | Yasser Shahin          | 1–3    |
| Team WRT               | BMW M4 GT3                       | BMW 3.0 L Turbo I6          | G      | 46  | Kelvin van der Linde   | 1–3    |
| Team WRT               | BMW M4 GT3                       | BMW 3.0 L Turbo I6          | G      | 46  | Valentino Rossi        | 1–3    |
| Team WRT               | BMW M4 GT3                       | BMW 3.0 L Turbo I6          | G      | 46  | Ahmad Al Harthy        | 1–3    |
| TF Sport               | Chevrolet Corvette Z06 GT3.R     | Chevrolet 5.5 L V8          | G      | 33  | Daniel Juncadella      | 1–3    |
| TF Sport               | Chevrolet Corvette Z06 GT3.R     | Chevrolet 5.5 L V8          | G      | 33  | Jonny Edgar            | 1–3    |
| TF Sport               | Chevrolet Corvette Z06 GT3.R     | Chevrolet 5.5 L V8          | G      | 33  | Ben Keating            | 1–3    |
| TF Sport               | Chevrolet Corvette Z06 GT3.R     | Chevrolet 5.5 L V8          | G      | 81  | Charlie Eastwood       | 1–3    |
| TF Sport               | Chevrolet Corvette Z06 GT3.R     | Chevrolet 5.5 L V8          | G      | 81  | Rui Andrade            | 1–3    |
| TF Sport               | Chevrolet Corvette Z06 GT3.R     | Chevrolet 5.5 L V8          | G      | 81  | Tom Van Rompuy         | 1–3    |
| United Autosports      | McLaren 720S GT3 Evo             | McLaren 4.0 L Turbo V8      | G      | 59  | Grégoire Saucy         | 1–3    |
| United Autosports      | McLaren 720S GT3 Evo             | McLaren 4.0 L Turbo V8      | G      | 59  | Sébastien Baud         | 1–3    |
| United Autosports      | McLaren 720S GT3 Evo             | McLaren 4.0 L Turbo V8      | G      | 59  | James Cottingham       | 1–3    |
| United Autosports      | McLaren 720S GT3 Evo             | McLaren 4.0 L Turbo V8      | G      | 95  | Marino Satō            | 1–3    |
| United Autosports      | McLaren 720S GT3 Evo             | McLaren 4.0 L Turbo V8      | G      | 95  | Sean Gelael            | 1–3    |
| United Autosports      | McLaren 720S GT3 Evo             | McLaren 4.0 L Turbo V8      | G      | 95  | Darren Leung           | 1–3    |
| Iron Lynx              | Mercedes-AMG GT3                 | Mercedes 6.3 L V8           | G      | 60  | Claudio Schiavoni      | 1–2    |
| Iron Lynx              | Mercedes-AMG GT3                 | Mercedes 6.3 L V8           | G      | 60  | Matteo Cressoni        | 1–2    |
| Iron Lynx              | Mercedes-AMG GT3                 | Mercedes 6.3 L V8           | G      | 60  | Matteo Cairoli         | 1–3    |
| Iron Lynx              | Mercedes-AMG GT3                 | Mercedes 6.3 L V8           | G      | 60  | Brenton Grove          | 3      |
| Iron Lynx              | Mercedes-AMG GT3                 | Mercedes 6.3 L V8           | G      | 60  | Stephen Grove          | 3      |
| Iron Lynx              | Mercedes-AMG GT3                 | Mercedes 6.3 L V8           | G      | 61  | Maxime Martin          | 1–3    |
| Iron Lynx              | Mercedes-AMG GT3                 | Mercedes 6.3 L V8           | G      | 61  | Christian Ried         | 1–2    |
| Iron Lynx              | Mercedes-AMG GT3                 | Mercedes 6.3 L V8           | G      | 61  | Lin Hodenius           | 1–3    |
| Iron Lynx              | Mercedes-AMG GT3                 | Mercedes 6.3 L V8           | G      | 61  | Martin Berry           | 3      |
| Proton Competition     | Ford Mustang GT3                 | Ford 5.4 L V8               | G      | 77  | Ben Barker             | 1–3    |
| Proton Competition     | Ford Mustang GT3                 | Ford 5.4 L V8               | G      | 77  | Bernardo Sousa         | 1–3    |
| Proton Competition     | Ford Mustang GT3                 | Ford 5.4 L V8               | G      | 77  | Ben Tuck               | 1–3    |
| Proton Competition     | Ford Mustang GT3                 | Ford 5.4 L V8               | G      | 88  | Dennis Olsen           | 1–3    |
| Proton Competition     | Ford Mustang GT3                 | Ford 5.4 L V8               | G      | 88  | Stefano Gattuso        | 1–3    |
| Proton Competition     | Ford Mustang GT3                 | Ford 5.4 L V8               | G      | 88  | Giammarco Levorato     | 1–3    |
| Akkodis ASP Team       | Lexus RC F GT3                   | Toyota 5.0 L V8             | G      | 78  | Ben Barnicoat          | 1      |
| Akkodis ASP Team       | Lexus RC F GT3                   | Toyota 5.0 L V8             | G      | 78  | Finn Gehrsitz          | 1–3    |
| Akkodis ASP Team       | Lexus RC F GT3                   | Toyota 5.0 L V8             | G      | 78  | Arnold Robin           | 1–3    |
| Akkodis ASP Team       | Lexus RC F GT3                   | Toyota 5.0 L V8             | G      | 78  | Esteban Masson         | 2      |
| Akkodis ASP Team       | Lexus RC F GT3                   | Toyota 5.0 L V8             | G      | 78  | Yūichi Nakayama        | 3      |
| Akkodis ASP Team       | Lexus RC F GT3                   | Toyota 5.0 L V8             | G      | 87  | José María López       | 1–3    |
| Akkodis ASP Team       | Lexus RC F GT3                   | Toyota 5.0 L V8             | G      | 87  | Clemens Schmid         | 1–3    |
| Akkodis ASP Team       | Lexus RC F GT3                   | Toyota 5.0 L V8             | G      | 87  | Răzvan Umbrărescu      | 1–3    |
| Iron Dames             | Porsche 911 GT3 R LMGT3          | Porsche 4.2 L Flat-6        | G      | 85  | Rahel Frey             | 1–3    |
| Iron Dames             | Porsche 911 GT3 R LMGT3          | Porsche 4.2 L Flat-6        | G      | 85  | Michelle Gatting       | 1–3    |
| Iron Dames             | Porsche 911 GT3 R LMGT3          | Porsche 4.2 L Flat-6        | G      | 85  | Célia Martin           | 1–3    |
| Manthey 1st Phorm      | Porsche 911 GT3 R LMGT3          | Porsche 4.2 L Flat-6        | G      | 92  | Ryan Hardwick          | 1–3    |
| Manthey 1st Phorm      | Porsche 911 GT3 R LMGT3          | Porsche 4.2 L Flat-6        | G      | 92  | Riccardo Pera          | 1–3    |
| Manthey 1st Phorm      | Porsche 911 GT3 R LMGT3          | Porsche 4.2 L Flat-6        | G      | 92  | Richard Lietz          | 1–3    |

### Änderungen zum Vorjahr
- Hersteller der Hypercar-Klasse müssen nun zwei Fahrzeuge durchgehend in die Meisterschaft einschreiben. Dies führte zum Ausscheiden von Lamborghini für die Saison, die kein zweites Fahrzeug melden konnten.[2] Auch im LMGT3-Feld steht kein Lamborghini-Bolide am Start.
- Zudem steht Isotta Fraschini nicht am Start, nachdem man bereits die Vorsaison abgebrochen hatte.
- Aston Martin meldet erstmals zwei Hypercars nach dem LMH-Reglement. Aston Martin verwendet dabei als einziger Hersteller kein Hybrid-System.
- Cadillac stellt zwei Fahrzeuge, die nun vom Einsatzteam Jota vorbereitet werden. Jota hatte im Vorjahr als Kundenteam einen Porsche 963 an den Start gebracht.
- Im LMGT3-Klassement meldet Mercedes-AMG zwei Fahrzeuge für die gesamte Saison. Einsatzteam wird Iron Lynx sein, die zuvor immer Lamborghini-Fahrzeuge eingesetzt hatten.
- Zweites Einsatzteam für einen GT3-Boliden von Aston Martin wird Racing Spirit of Leman; D'Station Racing setzt kein Fahrzeug mehr ein.
- Der zweite Porsche 911 im GT-Feld wird durch die Iron Dames in Zusammenarbeit mit Manthey Racing eingesetzt.